# Niitsiku
Koordinaten: 57° 58′ N, 27° 28′ O
Niitsiku (deutsch Netsiko) ist ein Dorf (estnisch küla) im Südosten Estlands. Es gehört zur Landgemeinde Setomaa im Kreis Võru (bis 2017 Mikitamäe im Kreis Põlva).

## Einwohnerschaft, Lage und Geschichte
Das Dorf hat 22 Einwohner (Stand 31. Dezember 2011). Es liegt dreißig Kilometer nordöstlich der Stadt Võru. Östlich des Dorfkerns fließt der Fluss Mädajõgi.
Der Ort wurde erstmals 1627 unter dem Namen Nyczigk urkundlich erwähnt.